# Shongopovi
Shongopovi (Hopi: Songòopavi) ist ein Census-designated place im Navajo County im US-Bundesstaat Arizona. Das U.S. Census Bureau hat bei der Volkszählung 2020 eine Einwohnerzahl von 711 auf einer Fläche von 4,4 km² ermittelt. 
Shongopovi liegt in der Navajo Nation und wird von der Arizona State Route 264 tangiert.